# Archange Louis Rioult-Davenay
Archange Louis Rioult-Davenay, né le 21 novembre 1768 à Caen et mort le 1er juin 1809 à la bataille de la Piave, en Italie, est un général français de la Révolution et de l’Empire.

## Parcours
En 1785, il est sous-lieutenant au régiment Royal-Normandie. Lieutenant en 1791 et capitaine au 19e régiment de cavalerie en 1792, il passe chef d'escadron en 1793 puis chef de brigade la même année, au 18e régiment de cavalerie. En 1795, il est suspendu, puis réintégré comme chef de brigade au 16e régiment de cavalerie le 10 juin 1796.
Il est promu colonel du 6e régiment de cuirassiers le 24 février 1805. Affecté à la Grande Armée, Rioult-Davenay combat à Heilsberg le 10 juin 1807. Il est nommé général de brigade le 25 juin 1807. En 1808, il passe en Espagne où il est présent à la bataille de Somosierra et à la prise de Madrid. Il est fait officier de la Légion d'honneur le 4 octobre 1808 . En 1809, il passe en Allemagne et il est créé baron de l'Empire le 15 janvier 1809. Affecté à l'armée d'Italie, il a la cuisse emportée par un boulet lors de la bataille de la Piave le 8 mai de la même année et succombe à ses blessures le 1er juin suivant,.

## Dotation
- Le 15 janvier 1809, donataire de 4 000 francs sur le domaine de Westphalie.

## Armoiries
| Figure | Nom du baron et blasonnement |
| ------ | --- |
|        | Armes du baron Archange Louis Rioult-Davenay et de l'Empire, décret du 19 mars 1808, lettres patentes du 15 janvier 1809, officier de la Légion d'honneur Coupé ; le premier parti d'or et de gueules ; le deuxième d'argent ; l'or à la bande d'azur chargée de trois étoiles d'argent, le gueules au signe des barons militaires, l'argent au vol de sable et à la bordure engrelée de même - Livrées : les couleurs de l'écu. |

## Sources bibliographiques
- Vicomte Révérend, Armorial du premier empire, tome 4, Honoré Champion, libraire, Paris, 1897, p. 144.

## Sources internet
- « Cote LH/2336/41 », base Léonore, ministère français de la Culture
- Thierry Pouliquen, « Les généraux français et étrangers ayant servis [sic] dans la Grande Armée » (consulté le 26 novembre 2014)
- « La noblesse d’Empire » (consulté le 26 novembre 2014)